# Ticorea
Ticorea
Genre
Classification APG III (2009)
Ticorea est un genre d'arbuste, appartenant à la famille des Rutaceae (familles des agrumes), et dont l'espèce type est Ticorea foetida Aubl..

## Description
Le genre Ticorea regroupe des arbres et arbustes à feuilles alternes, 3-foliolées. Les pétioles ne sont pas pulvinés à l'apex (au moins chez les spécimens secs). Le limbe porte sur la surface abaxiale, des domaties à l'aisselle des nervures secondaires. L'inflorescence est terminale. Les fleurs comportent un calice en cupule, à 5 dents. Les pétales sont blancs, pubescents sur les deux faces, d'abord formant un tube à l'anthèse, puis devenant libres. Les filets sont initialement cohérents à la corolle par leur pubescence se libèrent finalement libres. Le nectaire forme un disque courbé en cupule, courtement pubescent sur ses bords, de même hauteur que l'ovaire. L'ovaire est formé de 5 carpelles glabres connés axialement mais libres latéralement. Le fruit se compose de 1 à 5 méricarpes, initialement plus ou moins connés axialement, se séparant les uns des autres lorsqu'ils se développent inégal et lors de la déhiscence, chacun avec une crête dorsale longitudinale et deux crêtes latérales aboutissant à des carpelles adjacents. Les graines sont oblongues, lisses, glabres et brunes,.
Le pollen du genre Ticorea a été étudié.

## Diagnose

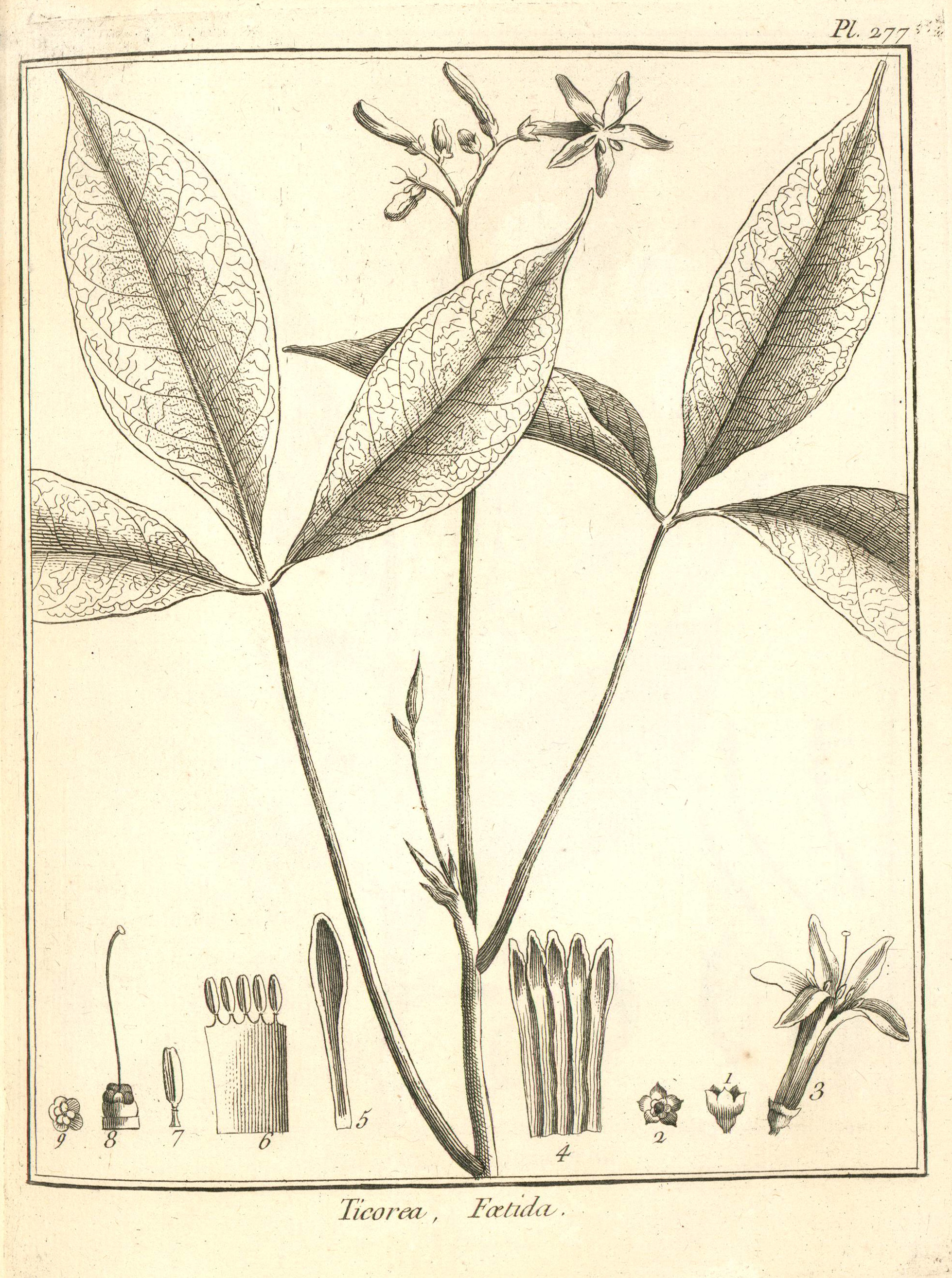
Ticorea foetida : Planche 277 accompagnant la description du genre Ticorea par Aublet (1775) 1. Calice. - 2. Calice vu par ſa face interne. Diſque. - 3. Corolle épanouie. - 4. Pétales. - 5. Pétale ſéparé. - 6. Tube qui porte les étamines. - 7. Étamine ſéparée. - 8. Diſque. Ovaire. Style, Stigmate. - 9. Diſque & ovaires.

En 1775, le botaniste Aublet propose la diagnose suivante : 
« TICOREA. (Tabula 277.)

CAL. Perianthium monophyllum, minimum, quinquedentatum, denticulis acutis. 
COR. Petal a quinque, unguibus longiſſimis, in tubum coalitis, diſco infertis ; limbus patulus, lobis ovatis, reflexis. 
STAM. Tubus tenuis, membranaceus, diſco inſertus, apice quinque-cupidatus. Antheræ totidem, oblongæ, biloculares. 
PIST. Germen ſubrotundum, minimum, depreſſum. Stylus longus. Stigma craſſiuſculum, ſubrotundum. 
PER. Capsula quinquelocularis. 

SEM. . . . »
— Fusée-Aublet, 1775.

## Liste d'espèces
Selon World Flora Online (WFO) (14 décembre 2021) :
- Ticorea foetida Aubl.
- Ticorea froesii Kallunki
- Ticorea longiflora DC.
- Ticorea pedicellata DC.
- Ticorea tubiflora (A.C. Sm.) Gereau